# This Is Where It Ends
This Is Where It Ends är det fjärde studioalbumet av det amerikanska deathcore-bandet All Shall Perish, utgivet 2011 av skivbolaget Nuclear Blast.

## Låtlista
1. "Divine Illusion" – 3:21
2. "There Is Nothing Left" – 3:22
3. "Procession of Ashes" – 4:36
4. "A Pure Evil" – 5:12
5. "Embrace the Curse" – 2:57
6. "Spineless" – 3:57
7. "The Past Will Haunt Us Both" – 6:04
8. "Royalty into Exile" – 4:24
9. "My Retaliation" – 3:23
10. "Rebirth" – 5:30
11. "The Death Plague" – 3:02
12. "In This Life of Pain" – 7:33

- Text: Hernan "Eddie" Hermida
- Musik: All Shall Perish

## Medverkande
Musiker (All Shall Perish-medlemmar)
- Hernan Hermida – sång
- Beniko Orum – gitarr
- Francesco Artusato – gitarr
- Mike Tiner – basgitarr
- Adam Pierce – trummor

Bidragande musiker
- Alexandre Erian – sång (spår 11)

Produktion
- Zack Ohren – producent, ljudtekniker, ljudmix, mastering
- Brent Elliot – omslagskonst